# Vresselse Bos
Het Vresselse Bos (of Vresselsche Bosch) is een bosgebied van 250 ha ten oosten van het kerkdorp Nijnsel in de Nederlandse provincie Noord-Brabant. Staatsbosbeheer is eigenaar. Het ligt in het Nationaal Landschap Het Groene Woud en is genoemd naar de nabijgelegen buurtschap Vressel. Als ontginningsbos is het aangeplant in de jaren 1920 op een gemiddeld drie meter hoge stuifzandrug. Het productiebos gedeelte bestaat uit grove den. 
De lage delen van het natuurgebied bestaan uit vochtige heide met twee vennencomplexen: de 'Hazenputten' en de 'Oude Putten'. Deze hebben in het verleden te lijden gehad van voedselverrijking door de aanvoer van vervuild oppervlaktewater. Hier en daar is nog bijzondere vegetatie zoals witte snavelbies en beenbreek te vinden. In het gebied voorkomende broedvogels zijn geelgors, dodaars, groene specht, ransuil, zwarte mees en kuifmees. De niet beboste delen  worden opengehouden door begrazing met Schotse hooglanders en Exmoorpony's.
Ten het westen van het Vresselse Bos ligt het dal van de Dommel, ten noordwesten sluit het Vresselse Bos aan op het gebied Moerkuilen. In het noorden liggen de heide-ontginningen van de Jekschotse Heide en in het oosten ligt de testbaan van autofabrikant DAF en het Mariahoutse Bos.
Een middellange afstandswandeling komt door het gebied terwijl er ook enkele kortere rondwandelingen zijn uitgezet. Aan de weg Vogelsven is een parkeerplaats.

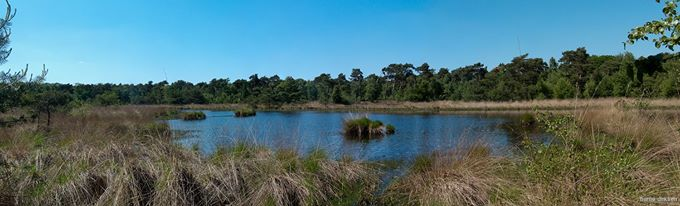
De Hazenputten in de Vresselse Bossen